# Olívia Guedes Penteado
Olívia Guedes Penteado (Campinas, 12 de março de 1872 — São Paulo, 9 de junho de 1934) foi uma grande incentivadora do modernismo no Brasil e amiga de artistas-chave do movimento, como Anita Malfatti, Tarsila do Amaral e Heitor Villa-Lobos.
Olívia era filha de José Guedes de Sousa e de Carolina Álvares Guedes, os barões de Pirapitingui. Entre seus irmãos, destaca-se o Dr. Alfredo Guedes de Sousa, que foi Secretário de Agricultura do Governo de São Paulo durante o mandato de Fernando Prestes.
Olívia conheceu os amigos modernistas em Paris, onde morava, e trouxe para o Brasil pela primeira vez exemplares da obra de Pablo Picasso e Marie Laurencin, entre outros. Olívia Penteado criou o Salão de Arte Moderna, a partir de 1923, quando voltou a morar no país.
Casou-se com seu primo-irmão Inácio Leite Penteado, filho de sua tia materna Maria Higina, que, por seu segundo casamento, foi baronesa de Ibitinga, e do Dr. João Carlos Leite Penteado, descendente de João Correia Penteado *1666 +1739 e Isabel Pais de Barros *1673 +1753. O casal teve duas filhas:
- Carolina Penteado da Silva Teles, casada com Gofredo Teixeira da Silva Teles;
- Maria Guedes Penteado de Camargo, casada com Clóvis Martins de Camargo.

Inácio era irmão de Antônio Álvares Leite Penteado, o conde Álvares Penteado, e tio de Iolanda Penteado.
Lutou tenazmente pelo voto feminino, conseguindo eleger a primeira mulher para uma constituinte, a dra. Carlota Pereira de Queiroz.

Participou ativamente da revolução de 1932.
Encontra-se colaboração da sua autoria na revista Contemporânea [1915]-1926).
Na minissérie Um só coração, exibida em 2004 pela Rede Globo, Olívia Penteado foi interpretada pela atriz Selma Egrei.
Morreu de apendicite, e foi sepultada no Cemitério da Consolação, sendo seu túmulo ornamentado com a escultura intitulada O Sepultamento, feita por Victor Brecheret.